# Cyclo
Cyclo (Xích lô) è un film del 1995 diretto da Trần Anh Hùng.
Il film, considerato un ottimo esempio di neo-realismo asiatico, ha vinto il Leone d'oro al miglior film alla 52ª Mostra internazionale d'arte cinematografica di Venezia.

## Trama
Ho Chi Minh: il giovane Cyclo si guadagna da vivere guidando il risciò a pedali che ha in noleggio. Quando il risciò gli viene rubato è costretto per ripagarlo a compiere delle azioni criminali per conto di una banda di malviventi. Il capo della banda, soprannominato il Poeta, è lo stesso che costringerà la sorella di Cyclo a prostituirsi. Il mondo attorno ai personaggi continua a girare indifferente. Le efferatezze di alcune scene avvengono in prossimità della vita di tutti i giorni, senza che nessuno intervenga per fermarle.